# Minnesota Vikings
Minnesota Vikings je profesionální klub amerického fotbalu, který sídlí v Minneapolisu ve státě Minnesota. V současné době je členem North Division (Severní divize) National Football Conference (NFC, Národní fotbalové konference) National Football League (NFL, Národní fotbalové ligy), jejíž řady rozšířil v roce 1961.
Tým hrával mezi roky 1961-1981 na Metropolitan Stadium na předměstí Bloomingtonu, od roku 1982 do 2013 na Hubert H. Humphrey Metrodome v Minneapolisu a od sezóny 2016 na novém U.S. Bank Stadium.

## Historie
Profesionální americký fotbal v okolí souměstí Minneapolis–Saint Paul začal v souvislosti se vznikem klubu Minneapolis Marines/Red Jackets, který občas hrával NFL ve dvacátých a třicátých letech. Nicméně další tým zde vznikl až v srpnu 1959, kdy minneapoliští obchodníci Bill Boyer, H.P. Skoglund a Max Winter dostali povolení k vytvoření klubu od nově vzniklé soutěže American Football League (AFL). Nicméně o pět měsíců později, v lednu 1960, po značném tlaku od NFL, tato skupina odmítla připojení k AFL a místo toho se stala čtrnáctým týmem NFL. Do seznamu vlastníků byl přidán Ole Haugsrud, protože ve dvacátých letech prodal tým Duluth Eskimos zpátky NFL a ta mu zato garantovala, že pokud někdy v Minnesotě vznikne tým, on dostane 10% akcií. Ať už to bylo shodou okolností nebo ne, středoškolský tým Oleho Haugsruda, Central High School z města Superior, se rovněž jmenoval Vikings a také vyznával fialovou a žlutou barvu.
Od první sezóny 1961 až do ročníku 1981 byl domovským stadionem klubu Metropolitan Stadium na předměstí Bloomingtonu. Vikings měli v letech 1961 až 1965 tréninkové prostory na Bemidji State University, v roce 1966 se přestěhovali na Minnesota State University ve městě Mankato. V roce 1982 následovalo stěhování do Minneapolisu na stadion Hubert H. Humphrey Metrodome, které skončilo 29. prosince 2013.
Od vzniku v roce 1961 mají Vikings jednu z nejvyšších procentuálních úspěšností v NFL. Do sezóny 2017 tento klub pouze v jednom ročníku (1962) zaznamenal tři a méně vítězství, a naopak je jedním ze šesti týmů, kteří si v jedné sezóně připsali 15 a více vítězství. Vikings se stali šampióny NFL v sezóně 1969, těsně předtím, než se sloučili AFL a NFL. Od sloučení v roce 1970 se dostali do play-off 29krát, což je třetí nejvyšší číslo z celé NFL. Klub se dostal čtyřikrát do Super Bowlu, ale pokaždé odešel poražen. Navíc od sezóny 1978 prohrál všech šest NFC Championship Game, do kterých se probojoval. Celkem 21 členů Síně slávy profesionálního amerického fotbalu prošlo tímto klubem, ovšem pouze čtrnáct jich strávilo v dresu Vikings podstatnou část kariéry.

### Šedesátá léta
Tým byl oficiálně pojmenován Minnesota Vikings 27. září 1960, protože v oblasti Minneosty se v minulosti usadilo mnoho lidí ze Skandinávie. Hned od začátku odstartovali Vikings velmi energickou kampaň, jejímž výsledkem bylo téměř 26 tisíc prodaných permanentních vstupenek a průměrná návštěvnost domácích zápasů činila 34 586 diváků, 85 procent kapacity stadionu. Postupem let byla maximální kapacita navýšena až na 47 900 osob. Bert Rose, bývalý ředitel pro styk s veřejností Los Angeles Rams byl najat jako historicky první generální manažer. Jako první hlavní trenér byl vytypován Ara Parseghian, tehdejší trenér Northwestern University. Protože byl ale pod smlouvou, jednání se účastnil tajně. Jeho krytí odhalil místní novinář Sid Hartman, který ho následně pod pohrůžkou zveřejnění příběhu donutil odstoupit od jednání. Nakonec byl do funkce 18. ledna 1961 jmenován Norm Van Brocklin, který právě ukončil hráčskou kariéru, když ve finále NFL s týmem Philadelphia Eagles porazil Green Bay Packers 17:13.

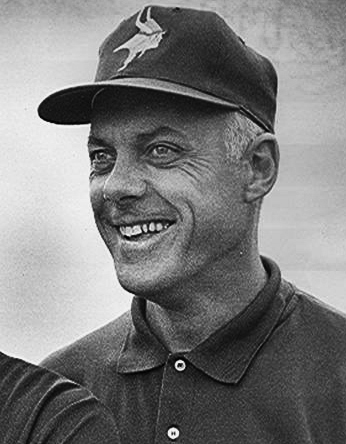
Bud Grant trénoval Vikings v letech1967–1983 a 1985)

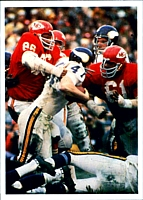
Vikings byli v Super Bowlu IV poraženi Chiefs v poměru 7:23.

Jako nový tým měli Vikings v Draftu NFL 1961 právo první volby a vybrali si Running backa Tommyho Masona z Tulane University. Rovněž si ve třetím kole vybrali mladého Quarterbacka z University of Georgia jménem Fran Tarkenton. První vítězný zápas v historii si připsali hned v úvodním utkání, když porazili Chicago Bears 37:13. Pak ovšem Vikings zaplatili nováčkovskou daň a prohráli sedm utkání v řadě, aby sezónu zakončili s celkovou bilancí 3 vítězství a 11 porážek. Podobně se jim vedlo i v následujících letech, když si v prvních sedmi sezónách dohromady připsali 32 vítězství, 7 remíz a 59 porážek, přičemž pouze v roce 1964 skončili s kladnou bilanci (8-1-5).
7. března 1967 byl Quarterback Fran Tarkenton vyměněn do týmu New York Giants a na místo trenéra přišel Bud Grant. Grantovi se v krátké době podařilo vybudovat velmi silnou obranu a už v sezóně 1968 Vikings mohli oslavit zisk prvního divizního titulu, a zároveň první účast v play-off. O rok později vylepšili bilanci na 12-2, když zaznamenali 12 vítězství v řadě za sebou poté, co prohráli úvodní utkání sezóny proti Giants. Ve finále NFL 1969 na Metropolitan Stadium pak zdolali Cleveland Browns 27:7. Stali se tak prvním ze všech rozšiřujících týmů, který získal titul v NFL a zároveň si zajistili účast v Super Bowlu. Zde ovšem velmi překvapivě prohráli s šampióny AFL Kansas City Chiefs 7:23. Nejužitečnějším hráčem sezóny byl zvolen Quarterback Vikings Joe Kapp, který ovšem cenu odmítl převzít, když prohlásil: "Není žádný nejužitečnější Viking, je tu 40 nejužitečnějších Vikingů!"

### Sedmdesátá léta
Klub se přestěhoval do nově zformované divize NFC Central, ale i nadále v sezónách 1970 a 1971 dominoval NFL. V roce 1971 získal titul nejužitečnějšího hráče Alan Page, jako první defenzivní hráč v historii této ceny.

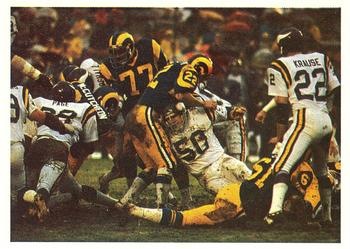
Defensive line Vikings, přezdívaná "Purple People Eaters", zastavuje běh Los Angeles Rams během play-off 1977.

27. ledna 1972 Vikings získali zpátky z Giants stále populárního Tarkentona, což spolu s příchodem Wide receivera Johna Gilliama výrazně vylepšilo pasový útok. Bohužel běhový útok byl příliš nekonzistentní a tak ročník skončili s bilancí 7-7. Jeden ze spolumajitelů, Bill Boyer, zemřel 19. února 1973 a ve vedení byl nahrazen zetěm Jackem Steelem. Na vítěznou vlnu se Minnesota vrátila o rok později, když zvítězila v prvních devíti zápasech a celkem zaznamenala 12 vítězství a pouze 2 porážky. Následně postoupila až do Super Bowlu, kde podlehla Miami Dolphins 7:24 Obhajoba divizního titulu v roce 1974 se zdařila a v play-off Vikings potvrdili pověst týmu, kterému se velmi daří v chladných klimatických podmínkách, když zdolali nejprve St. Louis Cardinals 30:14 a poté i Los Angeles Rams 14:10. Super Bowl se ovšem hrál v New Orleans a Vikings v něm podlehli Pittsburgh Steelers 6:16.
Do ročníku 1975 vstoupili opět skvostně, vyhráli prvních deset zápasů a bez problémů si zajistili další divizní titul. V prvním kole play-off ale vypadli s Dallas Cowboys 14:17 po kontroverzní přihrávce na touchdown, která se stala známou jako "Hail Mary Pass". Diváci následně zasypali hřiště předměty a rozhodčí Armen Terzian dokonce skončil s otřesem mozku poté, co byl zasažen lahví od whisky. Do třetího Super Bowlu během čtyř let se Vikings probojovali v roce 1976, ale 3. ledna 1977 na stadionu Rose Bowl v Pasadeně opět prohráli, tentokrát s Oakland Raiders 14:32.
Zlom nastal v sezóně 1977, kdy sice Vikings opět vyválčili divizní titul, ale ve finále konference podlehli Dallas Cowboys 6:23. O rok později ve vyrovnané divizi ještě s bilancí 8-7-1 získali místo v play-off, nicméně zde si na ně počíhali Los Angeles Rams a zvítězili 10:34 . Fran Tarkenton následně ukončil kariéru, přičemž v té době byl držitelem rekordů NFL v počtu pasových pokusů (6 467), zkompletovaných přihrávek (3 686), naházených yardech (47 003) a touchdownech (342). V prosinci 1979 byly položeny základy nového stadionu Hubert H. Humphrey Metrodome v centru Minneapolisu.

### Osmdesátá léta
15. května 1981 se klub přestěhoval do nových prostor na předměstí Eden Prairie, kde se nově nacházely šatny, tréninková hřiště a kanceláře klubu. Komplex dostal jméno "Winter Park" po Maxi Winterovi, jedním ze zakladatelů Vikings a prezidentovi klubu v letech 1965 až 1987. Poslední utkání na Metropolitan Stadium bylo sehráno 20. prosince 1981 a Kansas City Chiefs v něm zvítězili 6:10.

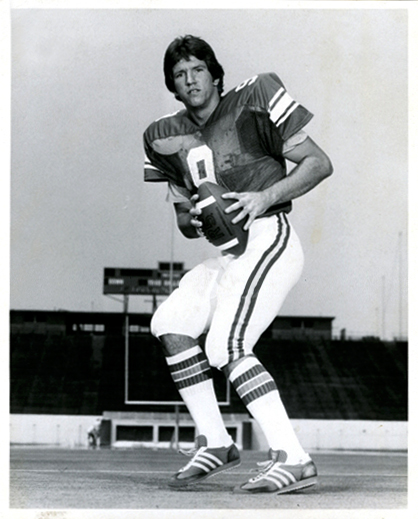
Quarterback Tommy Kramer

V následujících sezónách se Vikings drželi ve středu ligy, obvykle s vyrovnaným poměrem vítězství a porážek, ale do play-off se dostali pouze v sezóně 1982. Mezitím sehráli historicky první zápas NFL v cizí zemi, když na Wembley Stadium v Londýně 6. srpna 1983 porazili St. Louis Cardinals 28:10. 27. ledna 1984 ukončil kariéru trenér Bud Grant, který během sedmnácti sezón zaznamenal bilanci 151-87-5 a dovedl svůj tým 12x do play-off, 11x k diviznímu titulu a čtyřem Super Bowlům. Jeho nástupcem byl jmenován dosavadní asistent ofenzívy Les Steckel, který byl v té době ve věku 38 let nejmladším hlavním trenérem v NFL. Jenže v následující sezóně Vikings prohráli 13 ze 16 zápasů a nejhorší ročník v historii klubu vyústil v jeho odvolání. Grant se na jednu sezónu vrátil a dovedl Minnesotu k bilancí 7-9 v roce 1985, ale 6. ledna 1986 definitivně ukončil kariéru.
Jeho místo zaujal Jerry Burns, dlouholetý asistent hlavního trenéra Granta. Stávka NFL v roce 1987 zkrátila program zápasů o jedno utkání, ale Vikings i tak stačilo 8 vítězství a 7 porážek na proklouznutí do play-off. Zde nejprve porazili druhý nejsilnější tým základní části New Orleans Saints 44:10, a poté i nejlepší tým San Francisco 49ers 36:24. Během tohoto utkání stanovil Anthony Carter rekord NFL v počtu nachytaných yardů v jednom utkání, kterých bylo celkem 227. Ve finále konference ale Vikings prohráli s budoucími mistry Washington Redskins 10:17.
Také v následujících dvou sezónách se Minnesota dostala do play-off, zde ovšem pokaždé vypadla s 49ers, kteří v té době dominovali celé NFL. Za zmínku z této doby stojí příchod Herschela Walkera, za nějž Vikings Dallas Cowboys poslali mnoho voleb v Draftu NFL. Cowboys toho využili ke stvoření mimořádně silného týmu, který v polovině 90. let vládl NFL. Dodnes je to považován za jeden z nejlepších obchodů v historii NFL, samozřejmě z pohledu Dallasu.

### Devadesátá léta

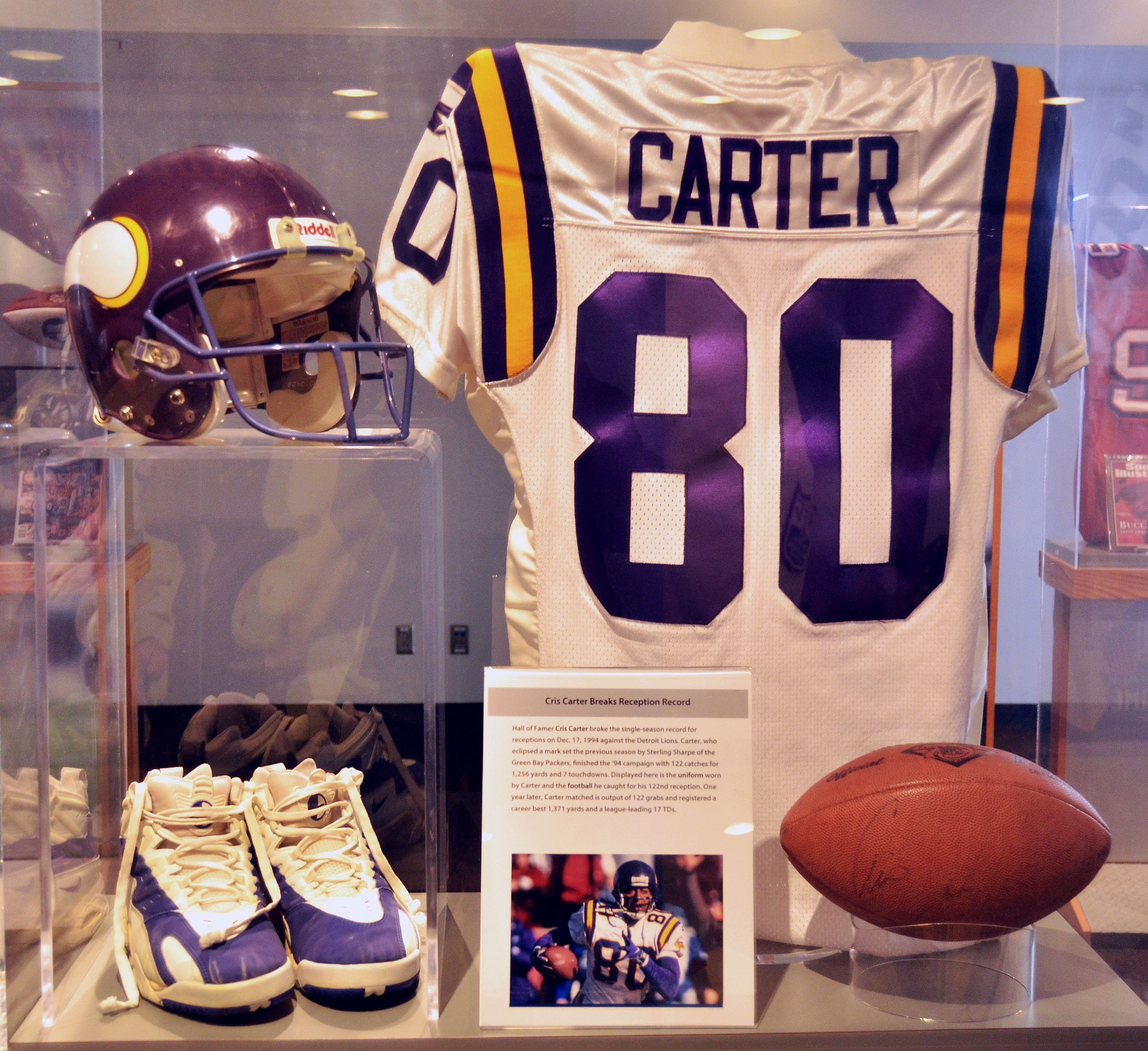
Cris Carter působil v dresu Vikings v letech 1990–2001.

Pátým trenérem se stal Dennis Green, který předtím vedl Stanford University v letech 1989 až 1991. Během deseti sezón s Vikings se dostal do osmi zápasů play-off, získal čtyři tituly v divizi NFC Central a dvakrát se, pokaždé neúspěšně, pokusil získat titul v konferenci NFC. Celkem si připsal 97 vítězství a 62 porážek.

#### 1998
Tento ročník byl z pohledu Vikings výjimečný. Útok vedený Quarterbackem Randallem Cunninghamem, Running backem Robertem Smithem, veteránem Wide receiverem Crisem Carterem a nováčkem Randy Mossem stanovil tehdejší rekord NFL v počtu získaných bodů v základní části (556), přičemž ani v jediném utkání nezískali 23 bodů nebo méně. Perfektní sezónu jim zhatila Tampa Bay Buccaneers, která v devátém hracím týdnu zvítězila na svém stadionu 24:27. Po pauze v prvním kole play-off Vikings smetli Arizonu Cardinals 41:21 a ve finále konference proti Atlantě Falcons byli velkými favority. Jenže Kicker Gary Anderson, který v dosavadním průběhu sezóny proměnil všechny kopy, minul field gól z 38 yardů a utkání šlo do prodloužení. A přestože Vikings vyhráli los mincí, nakonec po proměněném field gólu Mortena Andersena prohráli 27:30. Stali se tak prvním týmem v historii NFL, který s bilancí 15-1 nebo lepší nedokráčel až do Super Bowlu.

#### 1999

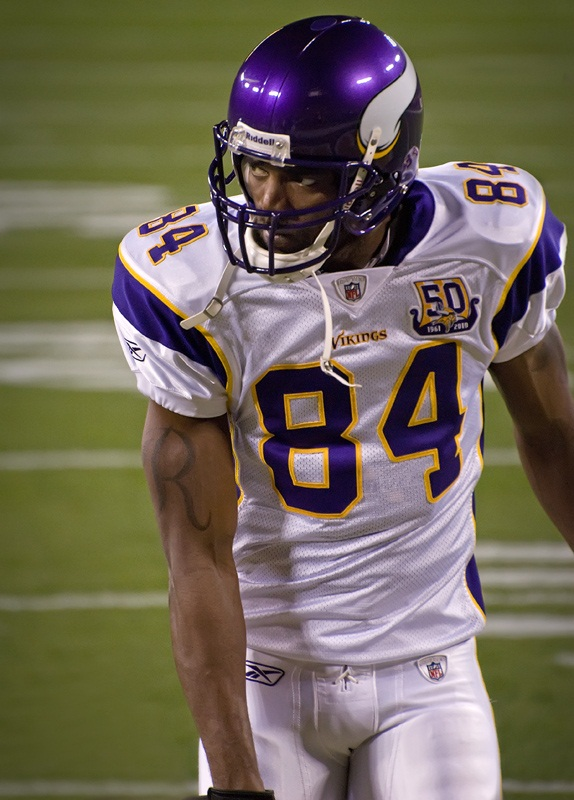
Randy Moss (1998–2004 a 2010)

Cunningham byl startujícím hráčem i na začátku sezóny, po mizerném startu 2-4 ho ale nahradil Jeff George. Ten si z deseti utkání připsal 8 vítězství a s celkovou bilancí 10-6 Vikings opět proklouzli do play-off. Ve Wild Card play-off zdolali stárnoucí tým Dallas Cowboys 27:10 a v dalším kole vyzvali St. Louis Rams vedené nováčkem Kurtem Warnerem. V divoké přestřelce zvítězila v prvním poločase Minnesota 17:14, jenže ve druhém prohrála 20:35 a celkově pak 37:49. Rams své nečekané tažení završili ziskem Super Bowlu XXXIV.

### Nové století
Vikings odstartovali nové desetiletí ziskem divizního titulu a účastí v konferenčním finále, ale pak se další roky potáceli v průměru. V letech 2001 až 2007 pouze dvakrát dosáhli na kladnou bilanci (2003 a 2005), paradoxně se ale do play-off dostali v roce 2004 s osmi porážkami a stejným počtem vítězství. Teprve příchod Bretta Favrea v roce 2009 je vystřelil do konferenčího finále, a opět neúspěšného. Celkově se toto období dá považovat za nejméně úspěšné v historii klubu.

#### 2000
Po skvělém začátku ročníku 2000, ve kterém Vikings vyhráli 11 z 13 prvních utkání, následně tři poslední prohráli. Volno pro první kolo play-off sice uhájili, ale prvenství v konferenci NFC museli přenechat New York Giants. Po snadném zdolání Saints 34:16 v divisional play-off je ve finále konference čekali právě Giants. Ačkoliv byli hostujícím týmem, většinou se jim věřilo víc, především na základě skvělého vstupu do sezóny; místo toho přišla drtivá porážka 0:41, nejhorší v play-off v historii klubu.

#### 2001–2005

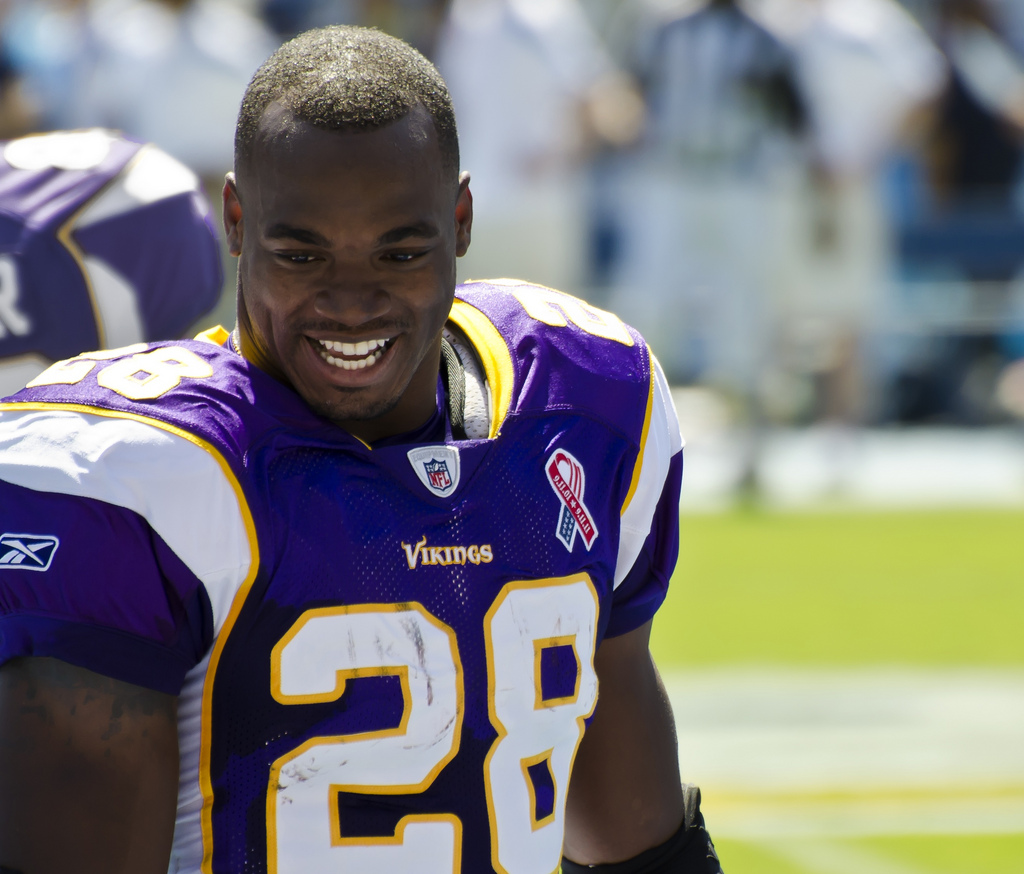
Running back Adrian Peterson hrál za Vikings v letech 2007 až 2016.

Po neuspokojivém začátku ročníku 2001 a pouhých pěti vítězstvích z patnácti zápasů byl propuštěn do té doby úspěšný trenér Dennis Green a nahradil ho Mike Tice. Ten si na první, a zároveň jedinou účast v play-off musel počkat až do sezóny 2004. Zde Vikings v divisional play-off narazili na Philadelphii Eagles a prohráli 14:27. Pro tým z Minnesoty jde o nejméně oblíbeného soupeře, všechna čtyři vzájemná play-off utkání vyhráli Eagles. Mezitím byli Vikings spolu se svými tradičními rivaly přesunuti z NFC Central do nově vytvořené divize NFC North.
Velkou ztrátou byl odchod hvězdného Randyho Mosse, který byl 2. března 2005 vyměněn do týmu Oakland Raiders za právo volby v prvním kole Draftu NFL 2005. Sezóna 2005 ovšem vešla ve známost kvůli skandálu, který se odehrál 17. října. Sedmnáct hráčů klubu bylo na večírku na výletní lodi na jezeře Minnentonka, kde měli někteří mít sex s prostitutkami. Po propuknutí skandálu byli čtyři hráči obviněni z několika přestupků.

#### 2009

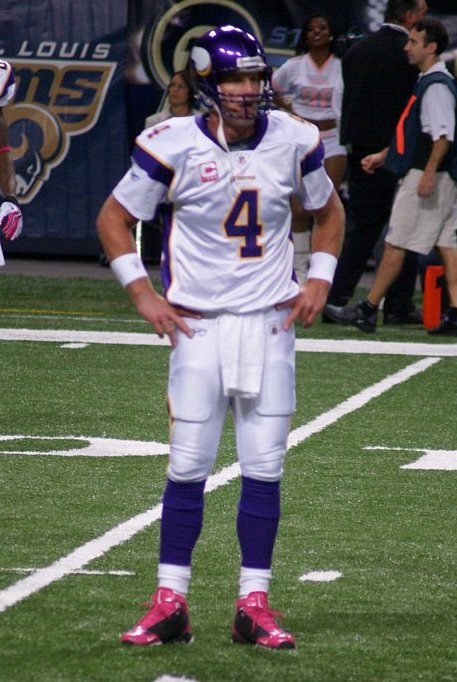
Brett Favre v dresu Vikings.

Po měsících spekulací se 18. srpna 2009 Vikings dohodli na dvouletém kontraktu s Brettem Favrem, který již dvakrát ohlásil ukončení kariéry a předtím 16 let vedl Green Bay Packers, úhlavního rivala Vikings. 5. října pak pomohl porazit Packers 30:23, čímž se stal prvním hráčem v historii NFL, který dokázal jako startující hráč porazit všech 32 týmů NFL.
Základní částí prošla Minnesota snadno a díky vítězství v posledním týdnu nad New York Giants 44:7 uhájila druhé místo v Konferenci NFC. Po snadném překonání Dallas Cowboys 34:3 v divisonal play-off se dostala do devátého finále konference v historii. Proti New Orleans Saints celé utkání prohrávala, dopustila se hned pěti turnoverů, přesto dovedla utkání až do prodloužení. V něm rozhodl proměněným field gólem ze 40 yardů Garrett Hartley a poslal Saints do Super Bowlu.

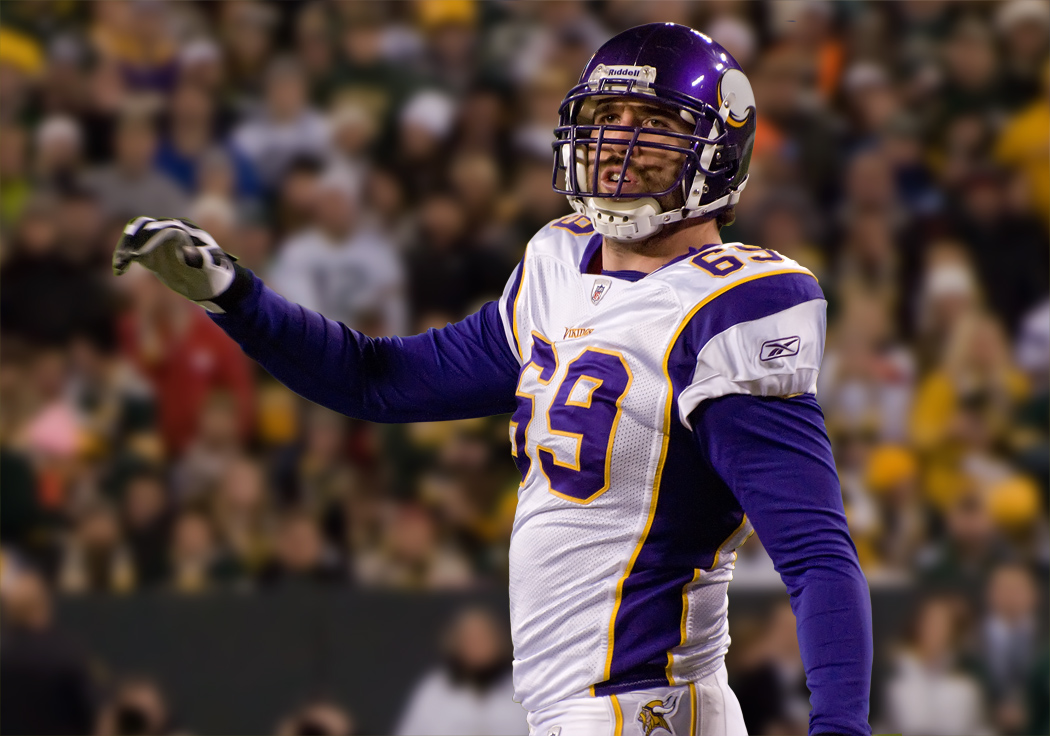
Defensive end Jared Allen

#### 10. léta
Po neúspěšném vstupu do ročníku 2010 byl dosavadní trenér Brad Childress odvolán a místo něj nastoupil Leslie Frazer, ale k velkým úspěchům to nevedlo. S bilancí 6-10 obsadili poslední místo v divizi, což se jim naposledy stalo v roce 1990. Když pak definitivně ukončil kariéru Favre, propadli se Vikings až na bilanci 3 vítězství, 13 porážek v roce 2011. Víc než sportovní výkony zaujal v té době nepovedený návrat Randyho Mosse, kterého klub měsíc po angažování zase propustil. A také kolaps střechy stadionu Metrodome, který vyústil ve změnu termínů.
Po povedeném Draftu NFL 2012 se zablýsklo na lepší časy, když Vikings dokázali zvítězit v posledních čtyřech utkáních základní části a především závěrečná výhra nad Packers 37:34 je poslala do play-off. Zde se opět střetli s tím samým soupeřem, ale tentokrát odešli poraženi v poměru 10:24. Adrian Peterson byl vyhlášen nejužitečnějším hráčem NFL poté, co naběhal 2 097 yardů, druhý nejvyšší počet v historii NFL.

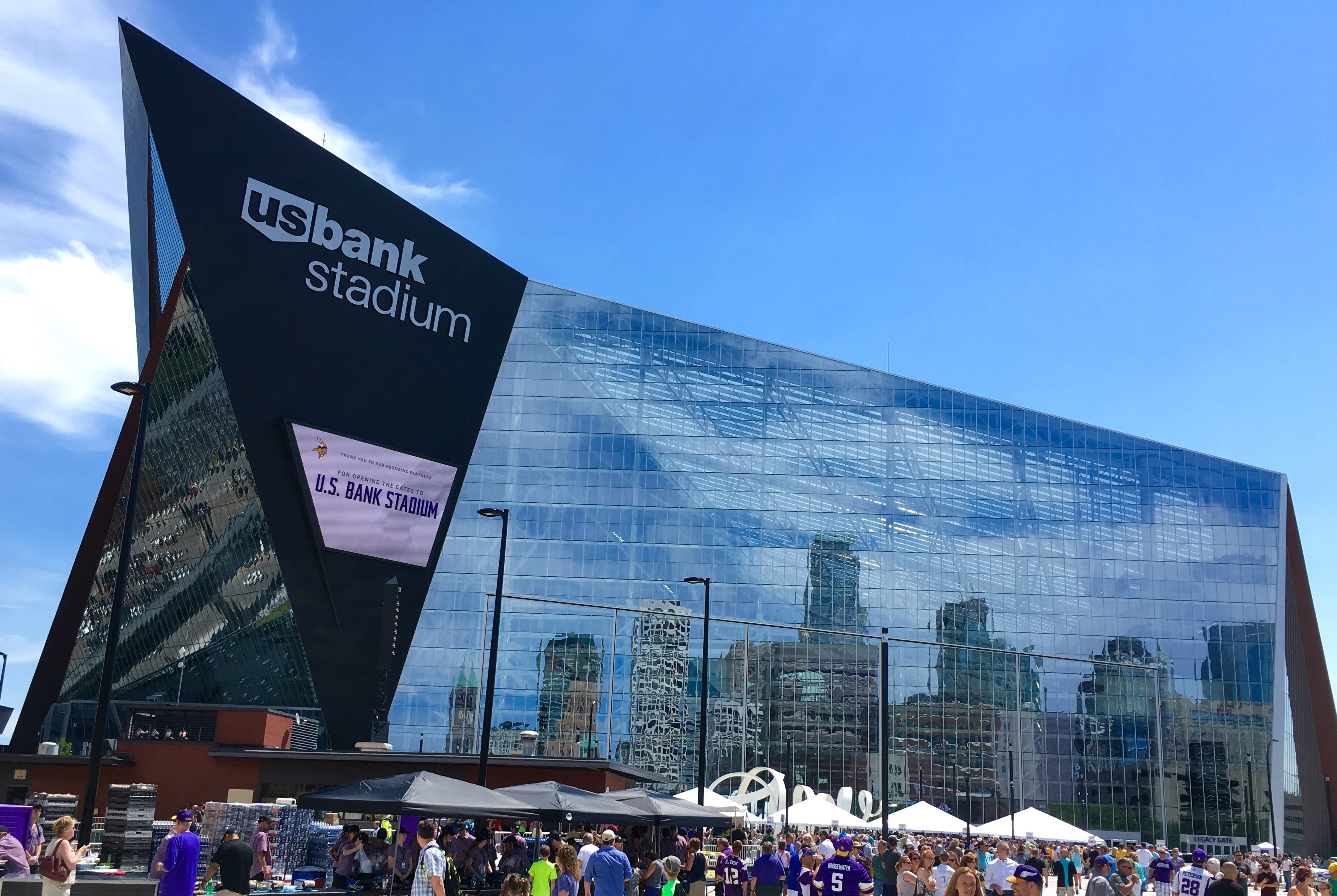
Vikings se přesunuli na nový U.S. Bank Stadium v roce 2016.

Další neúspěšná sezóna 2013 vyústila v odvolání Fraziera a příchod Mikea Zimmera. Ten razantně obrátil kormidlo a již v sezóně 2015 dovedl Vikings k diviznímu titulu, prvnímu od ročníku 2009. Ani skvělá obrana ovšem v prvním kole play-off na všechno nestačila a v defenzivně laděném utkání se radovali Seattle Seahawks 9:10, když v nejchladnějším play-off zápase v historii NFL minul rozhodující field gól Blair Walsh.
Výjimečnou pak byla sezóna 2017, ve které kompaktní tým Vikings zvítězil třináctkrát v šestnácti utkáních, zejména díky sérii osmi vítězství v řadě za sebou. Tým sice postihla řada zranění, zejména pak na postu Quarterbacka, takže se startujícím hráčem na této pozici stal až třetí pořadí Case Keenum. Prvenství v divizi uniklo Vikings pouze vinou horších výsledků se stejnými soupeři, než měla Philadelphia Eagles. Po přestávce v prvním kole se Vikings v divisonal play-off střetli s New Orleans Saints. Deset sekund před koncem utkání prohrávali domácí o jeden bod a byli na svých 39 yardech. Case Keenum hodil dlouhou přihrávku na Stefona Diggse, toho ale naprosto minul Safety Saints Marcus Williams a umožnil mu snadno si dokráčet pro touchdown. Událost vešla ve známost jako "Minneapolis Miracle" (Zázrak v Minneapolis). Do Super Bowlu, který se ten rok konal na jejich domácím stadionu, ale nakonec nepostoupili, ve finále konference je snadno přehráli neoblíbení Eagles 7:38.

## Logo a dresy
Tradiční rohatou helmu a fialovo-zlaté dresy Vikings navrhl Karl Hubenthal, kreslíř novin Los Angeles Examiner. Bert Rose i Norm Van Brocklin znali Hubenthala z dob, kdy působili v klub Los Angeles Rams a tuto práci mu dohodli. Hubenthal rovněž navrhl logo Vikings. V letech 1961 až 1995 zůstalo logo prakticky beze změn a odráželo skandinávský původ lidí, kteří se v této oblasti usídlili.

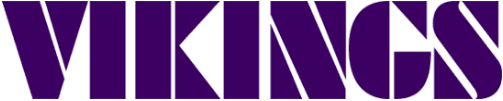
Slovní logo Minnesoty Vikings v letech 1982–2003

Helma je celá fialová s dvěma bílými rohy po stranách, každý z nich je obtažen zlatou barvou. Původní uniformy se skládaly z bílého dresu a bílých kalhot, které měli po stranách fialovo-zlato-fialové pruhy. V letech 1962 až 1964 Vikings používali fialové kalhoty a bílé dresy. Jinak zůstávaly změny pouze kosmetické, jako například přebarvení mřížky helmy na šedou v roce 1980 a návrat k fialové v roce 1985. V roce 1996 bylo logo klubu přidáno na rukávy dresu, pruhy po jeho stranách byly ztmaveny a číslo hráče se přesunulo z rukávu na rameno. Černé tretry Vikings používali až do roku 1984, kdy je za bílé vyměnili jako poslední klub v NFL.
25. dubna 2013, během Draftu NFL, odhalili Vikings nové uniformy. Ty se skládají ze známé fialové helmy s bílými rohy a černou obličejovou mřížkou. Domácí sada dále obsahuje fialový dres, který má vpředu, vzadu a na ramenech bílé číslo hráče. Malé slovní logo Vikings ve zlaté barvě se nachází vpředu nad číslem. Rukávy dresu jsou zakončeny zlatým a bílým pruhem. Kalhoty jsou klasické bílé s fialovo-zlatým pruhem po stranách. Stulpny mají dvě barvy, horní část je fialová a dolní bílá. Tretry jsou fialové se zlatými detaily.
Venkovní světlá sada má bílé dresy s fialovými čísly a fialovou-zlatými pruhy na rukávech. Fialové kalhoty mají zlatý a bílý pruh po stranách, helma a tretry zůstávají stejné. Třetí sada dresů je celá fialová, včetně stulpen, všechno ostatní je ve zlaté barvě. Tuto kombinaci Vikings poprvé použili již v roce 1964 v utkání proti Detroit Lions, kdy měli oba týmy v první čtvrtině světlé dresy. Pro druhou čtvrtinu je vyměnili za fialové, ale kalhoty stejné barvy si ponechali. Trvalo dalších 43 let, než byla tato varianta opět použita. Od sezóny 2016 je tato kombinace zařazena trvale jako třetí sada v nabídce dresů.

## Maskoti

### Současný maskot
Po několika neúspěšných pokusech představili Vikings vlastního maskota, nazvaného Viktor the Viking, během sezóny 2007. Vedení klubu dlouho dopředu avizovalo, že bude zaměřen na dětské fanoušky. Jedná se o svalnatou blonďatou postavu s velkým knírem, která nosí dres Vikings s číslem 1 a jejich tradiční fialovou helmu s rohy.

### Bývalý maskoti
V letech 1970 až 1992 se Hub Meeds převlékal do kostýmu Vikinga a sloužil jako maskot týmu. Během Super Bowlu IV ho totiž ochranka omylem vpustila na hřiště a následně byl požádán, aby se stal maskotem.
V letech 1994 až 2015 byl maskotem Ragnar (hraný Josephem Juranitchem), který byl vytvořen na základě legendárního Ragnara Lodbroka. V roce 2015 Vikings oznámili, že se nedohodli na nové smlouvě s Juranitchem, ten totiž požadoval 20 tisíc dolarů za jeden zápas a propustili ho.
Dalším maskotem spojeným s Vikings byl "Vikadontis Rex", fialový pěnový dinosaurus. Ten byl oficiálním maskotem Dětské nadace Minnesoty Vikings v letech 1995 až 2000.

## Tradice

### Klubová hymna
"Skol, Vikings" je oficiální bojový song Minnesoty Vikings. Byl představen v roce 1961, kdy byl klub založen. Hraje se vždy, když Vikings skórují touchdown, field gól nebo safety, na konci prvního poločasu a po vítězném utkání.
Píseň "Purple and Gold" nahrál v roce 2010 rodák z Minneapolis Prince a Vikings ji rovněž používají.

### Rivalové
Největšími rivaly Vikings jsou všechny tři ostatní týmy z divize NFC North, protože se nacházejí ve stejné oblasti a sdílejí s nimi stejný kulturní rámec. Největšími rivaly jsou ale jednoznačně Green Bay Packers. Někteří dokonce tuto rivalitu hodnotí jako největší v divizi i přesto, že rivalita mezi Bears a Packers sahá až do roku 1920.

### Helga hats
Fanoušci Vikings jsou známí nošením "Helga hats", fialových čepic doplněných dvěma bílými rohy a blonďatými vlasy, napodobující tak populární, ale nepravdivou teorii o vzhledu vikingských bojovníků. Tyto čepice jsou stále ručně vyráběny v oblasti Minneapolis.

### Vikingský roh
V domácích utkáních Vikings používají Gjallarhorn, pojmenovaný po legendárním rohu boha Heimdalla. Pokaždé když domácí skórují touchdown, dosáhnou na první down nebo se jim povede skvělá akce, je na tento roh zatroubeno. Rovněž je používán na některých předsezónních akcích.

### Skol
Pokřik "Skol, Vikings" je používán na domácích zápasech Vikings. Zahrnuje tleskání rukou nad hlavou a skandování slova "Skol" jako odpověď na bubnování. Je odvozen od válečného pokřiku vikingů a používá ho rovněž například Islandská fotbalová reprezentace.

## Hráči

### Vyřazená čísla
| Vyřazená čísla Minnesoty Vikings |                 |                  |                     |
| Číslo                            | Jméno hráče     | Pozice           | V týmu v letech     |
| 10                               | Fran Tarkenton  | Quarterback      | 1961–1966 1972–1978 |
| 53                               | Mick Tingelhoff | Center           | 1962–1978           |
| 70                               | Jim Marshall    | Defensive end    | 1961–1979           |
| 77 †                             | Korey Stringer  | Offensive tackle | 1995–2000           |
| 80                               | Cris Carter     | Wide receiver    | 1990–2001           |
| 88                               | Alan Page       | Defensive tackle | 1967–1978           |

### Členové Síně slávy profesionálního amerického fotbalu
| Členové Minnesoty Vikings v Síni slávy profesionálního amerického fotbalu |                  |                   |                      |                      |
| Číslo                                                                     | Jméno hráče      | Pozice/Funkce     | V týmu v letech      | Uveden do Síně slávy |
| 1                                                                         | Warren Moon      | Quarterback       | 1994–1996            | 2006                 |
| 3                                                                         | Jan Stenerud     | Kicker            | 1984–1985            | 1991                 |
| 4                                                                         | Brett Favre      | Quarterback       | 2009–2010            | 2016                 |
| 7                                                                         | Morten Andersen  | Kicker            | 2004                 | 2017                 |
| 10                                                                        | Fran Tarkenton   | Quarterback       | 1961–1966, 1972–1978 | 1986                 |
| 22                                                                        | Paul Krause      | Safety            | 1968–1979            | 1998                 |
| 39                                                                        | Hugh McElhenny   | Running back      | 1961–1962            | 1970                 |
| 44                                                                        | Dave Casper      | Tight end         | 1983                 | 2002                 |
| 53                                                                        | Mick Tingelhoff  | Center            | 1962–1978            | 2015                 |
| 56                                                                        | Chris Doleman    | Defensive end     | 1985–1993, 1999      | 2012                 |
| 58                                                                        | Jim Langer       | Center            | 1980–1981            | 1987                 |
| 64                                                                        | Randall McDaniel | Guard             | 1988–1999            | 2009                 |
| 65                                                                        | Gary Zimmerman   | Offensive tackle  | 1986–1992            | 2008                 |
| 73                                                                        | Ron Yary         | Offensive tackle  | 1968–1981            | 2001                 |
| 80                                                                        | Cris Carter      | Wide receiver     | 1990–2001            | 2013                 |
| 81                                                                        | Carl Eller       | Defensive end     | 1964–1978            | 2004                 |
| 84                                                                        | Randy Moss       | Wide receiver     | 1998–2004, 2010      | 2018                 |
| 88                                                                        | Alan Page        | Defensive tackle  | 1967–1978            | 1988                 |
| 93                                                                        | John Randle      | Defensive tackle  | 1990–2000            | 2010                 |
| –                                                                         | Jim Finks        | Generální manažer | 1964–1973            | 1995                 |
| –                                                                         | Bud Grant        | Hlavní trenér     | 1967–1983, 1985      | 1994                 |

- hráči označení kurzívou strávili v dresu Vikings pouze malou část své kariéry

### Kruh cti
| Členové kruhu cti Minnesoty Vikings |                  |                   |                      |                     |
| Číslo                               | Jméno            | Pozice            | V klub v letech      | Uveden do Kruhu cti |
| 10                                  | Fran Tarkenton   | Quarterback       | 1961–1966, 1972–1978 | 9. září 1998        |
| 22                                  | Paul Krause      | Safety            | 1968–1979            | 15. listopadu 1998  |
| 28                                  | Ahmad Rashad     | Wide receiver     | 1976–1982            | 1. října 2017       |
| 30                                  | Bill Brown       | Running back      | 1962–1974            | 26. září 2004       |
| 44                                  | Chuck Foreman    | Running back      | 1973–1979            | 30. září 2007       |
| 47                                  | Joey Browner     | Safety            | 1983–1991            | 27. října 2013      |
| 53                                  | Mick Tingelhoff  | Center            | 1962–1978            | 25. listopadu 2001  |
| 55                                  | Scott Studwell   | Linebacker        | 1977–1990            | 29. listopadu 2009  |
| 56                                  | Chris Doleman    | Defensive end     | 1985–1993, 1999      | 23. října 2011      |
| 59                                  | Matt Blair       | Linebacker        | 1974–1985            | 25. října 2012      |
| 64                                  | Randall McDaniel | Guard             | 1988–1999            | 17. prosince 2006   |
| 70                                  | Jim Marshall     | Defensive end     | 1961–1979            | 28. listopadu 1999  |
| 73                                  | Ron Yary         | Offensive tackle  | 1968–1981            | 9. září 2001        |
| 77                                  | Korey Stringer   | Offensive tackle  | 1995–2000            | 19. listopadu 2001  |
| 80                                  | Cris Carter      | Wide receiver     | 1990–2001            | 14. září 2003       |
| 81                                  | Carl Eller       | Defensive end     | 1964–1978            | 10. listopadu 2002  |
| 84                                  | Randy Moss       | Wide receiver     | 1998–2004, 2010      | 11. září 2017       |
| 88                                  | Alan Page        | Defensive tackle  | 1967–1978            | 20. září 1998       |
| 93                                  | John Randle      | Defensive tackle  | 1990–2000            | 30. listopadu 2008  |
| –                                   | Jerry Burns      | Hlavní trenér     | 1986–1991            | 6. listopadu 2005   |
| –                                   | Jim Finks        | Generální manažer | 1964–1973            | 18. října 1998      |
| –                                   | Bud Grant        | Hlavní trenér     | 1967–1983, 1985      | 8. listopadu 1998   |
| –                                   | Dennis Green     | Hlavní trenér     | 1992–2001            | 23. září 2018       |
| –                                   | Fred Zamberletti | Trenér atletiky   | 1961–2011            | 20. prosince 1998   |

### Draft
Hráči draftovaní v prvním kole za posledních deset sezón:
| Rok  | Pořadí   | Jméno hráče                                       | Pozice                                    | Univerzita                                                             |
| 2010 |          | nikdo                                             |                                           |                                                                        |
| 2011 | 12       | Christian Ponder                                  | Quarterback                               | Florida State University                                               |
| 2012 | 4 29     | Matt Kalil Harrison Smith                         | Tackle Safety                             | University of Southern California University of Notre Dame             |
| 2013 | 23 25 29 | Sharrif Floyd Xavier Rhodes Cordarrelle Patterson | Defensive tackle Cornerback Wide receiver | University of Florida Florida State University University of Tennessee |
| 2014 | 9 31     | Anthony Barr Teddy Bridgewater                    | Outside linebacker Quarterback            | University of California, Los Angeles University of Louisville         |
| 2015 | 11       | Trae Waynes                                       | Cornerback                                | Michigan State University                                              |
| 2016 | 23       | Laquon Treadwell                                  | Wide receiver                             | University of Mississippi                                              |
| 2017 |          | nikdo                                             |                                           |                                                                        |
| 2018 | 30       | Mike Hughes                                       | Cornerback                                | University of Central Florida                                          |
| 2019 | 18       | Garrett Bradbury                                  | Center                                    | North Carolina State University                                        |

## Hlavní trenéři
| Jméno             | Roky            | Vítězství | Porážky | Remízy | Úspěšnost v % | Účasti v play-off            |
| ----------------- | --------------- | --------- | ------- | ------ | ------------- | ---------------------------- |
| Norm Van Brocklin | 1961–1966       | 29        | 51      | 4      | 34,5          | –                            |
| Bud Grant         | 1967–1983       | 151       | 87      | 5      | 62,1          | 1968–71, 1973–78, 1980, 1982 |
| Les Steckel       | 1984            | 3         | 13      | 0      | 18,8          | –                            |
| Bud Grant         | 1985            | 7         | 9       | 0      | 43,8          | –                            |
| Jerry Burns       | 1986–1991       | 52        | 43      | 0      | 54,7          | 1987–89                      |
| Dennis Green      | 1992–2001       | 97        | 62      | 0      | 61            | 1992–94, 1996–2000           |
| Mike Tice         | 2001–2005       | 32        | 33      | 0      | 49,2          | 2004                         |
| Brad Childress    | 2006–2010       | 39        | 35      | 0      | 52,7          | 2008, 2009                   |
| Leslie Frazier    | 2010–2013       | 21        | 32      | 1      | 39,8          | 2012                         |
| Mike Zimmer       | 2014–současnost | 47        | 32      | 1      | 59,4          | 2015, 2017                   |
| Celkem            | Celkem          | 475       | 393     | 11     | 54,5          | 29                           |